# Molkowo (obwód smoleński)
Molkowo (ros. Мольково) – wieś (dieriewnia) w Rosji, w obwodzie smoleńskim, w rejonie kardymowskim. W 2021 liczyła 406 mieszkańców.